# Flaten, Hedesunda
Flaten är en by i Hedesunda socken, Gävle kommun som är känd i skriftliga källor från år 1605. Områdesnamnet för trakten där Flaten finns är Bodarna.